# Postulaty Kocha
Postulaty Kocha – podstawowe reguły diagnostyczne przedstawione przez Roberta Kocha w 1892 roku. Spełnienie tych postulatów jest dowodem na to, że konkretny mikroorganizm może powodować określoną chorobę.
Treść postulatów:
- Postulat 1 – Drobnoustrój musi być obecny u wszystkich osób mających daną chorobę i powinien mieć związek ze zmianami chorobowymi.
- Postulat 2 – Drobnoustrój musi być wyizolowany w czystej kulturze od osoby chorej.
- Postulat 3 – Drobnoustrój, wyizolowany od chorej osoby, po wprowadzeniu do ludzi lub zwierząt musi wywołać tę samą chorobę.
- Postulat 4 – Drobnoustrój należy ponownie wyizolować w czystej kulturze od eksperymentalnie zakażonego człowieka lub zwierzęcia w celu spełnienia trzeciego postulatu[1].